# Eswatini aux Jeux olympiques d'été de 2024
L'Eswatini participe aux Jeux olympiques de 2024 à Paris en France. Il s'agit de sa 11e participation à des Jeux d'été.
La délégation est composée de 7 personnes conduite par Zakhele Dlamini avec 3 athlètes, un entraineur, un psychologue et un physiothérapeute.
Les nageurs Chadd Ng Chiu Hing Ning et Hayley Hoy sont nommés porte-drapeaux de la délégation.

## Athlètes engagés
| Sport      | Hommes | Femmes | Total |
| ---------- | ------ | ------ | ----- |
| Athlétisme | 1      | 0      | 1     |
| Natation   | 1      | 1      | 2     |
| Total      | 2      | 1      | 3     |

## Résultats

### Athlétisme
L'Eswatini bénéficie d'une place attribuée au nom de l'universalité des Jeux. Sibusiso Matsenjwa dispute le 100 mètres masculin, lui qui avait représenté son pays lors des Jeux de Tokyo.
| Athlète            | Épreuve | Tour préliminaire | Tour préliminaire | Premier tour | Premier tour | Demi-finales | Demi-finales | Finale      | Finale      |
| Athlète            | Épreuve | Temps             | Rang              | Temps        | Rang         | Temps        | Rang         | Temps       | Rang        |
| ------------------ | ------- | ----------------- | ----------------- | ------------ | ------------ | ------------ | ------------ | ----------- | ----------- |
| Sibusiso Matsenjwa | 100 m   | 10 s 39           | 2e                | 10 s 39      | 8e           | Non disputé  | Non disputé  | Non disputé | Non disputé |

### Natation
L'Eswatini bénéficie de deux places attribuées au nom de l'universalité des Jeux.
| Athlète    | Épreuve                 | Séries       | Séries | Demi-finales | Demi-finales | Finale      | Finale      |
| Athlète    | Épreuve                 | Temps        | Rang   | Temps        | Rang         | Temps       | Rang        |
| ---------- | ----------------------- | ------------ | ------ | ------------ | ------------ | ----------- | ----------- |
| Chadd Ning | 100 m papillon masculin | 1 min 9 s 85 | 35e    | Non disputé  | Non disputé  | Non disputé | Non disputé |
| Hayley Hoy | 100 m papillon féminin  | 1 min 8 s 36 | 31e    | Non disputé  | Non disputé  | Non disputé | Non disputé |